# 2016年7月

## 7月1日
- 中国共产党成立95周年纪念大会在北京人民大会堂隆重举行。国务院总理李克强主持大会，中央书记处书记刘云山宣读表彰优秀党员的决定，中共中央总书记习近平发表重要讲话[1]。
- 中華民國海軍在演習時，誤擊發雄三飛彈，飛彈擊中一艘台灣籍漁船，造成船長死亡。[2]
- 奧地利憲法法院裁決2016年奧地利總統選舉第二輪投票結果無效，需要重新進行投票。[3]

## 7月2日
- 2016年澳大利亞聯邦大選進行投票。[4]
- 多名槍手於7月1日闖入孟加拉国首都达卡一間餐廳並脅持人質，軍方於7月2日攻入餐廳營救人質，擊斃6名槍手及拘捕1人。事件中有20名包括外國人在內的平民及2名警員被殺。伊斯兰国宣稱是其所為。[5]

## 7月3日
- 伊拉克首都巴格达卡拉達區發生汽車炸彈爆炸，至少119人喪生，伊斯兰国宣稱是其所為。同日巴格達另一宗炸彈襲擊造成至少5人喪生。[6]

## 7月4日
- 沙特阿拉伯聖城麦地那先知寺附近發生自殺炸彈襲擊，4名保安人員被炸死。[7]
- 前全国政协副主席、中共中央统战部部长、中共中央办公厅主任令计划因受贿罪、非法获取国家秘密罪、滥用职权罪被判处无期徒刑[8]。

## 7月5日
- 2011年發射的朱诺号太空船抵達木星。[9]
- 伊朗电影界著名人物阿巴斯·基亚罗斯塔米因胃肠癌在巴黎的医院辞世，享年76岁。[10]
- 齋戒月將近結束之際，7月3日至5日期間，至少12人在印度尼西亞爪哇島因為嚴重塞車被困於車龍中而脫水或疲勞死亡，死者大多數是老人。[11]

## 7月6日
- 自2016年6月30日以来，中国长江中下游沿江地区及江淮、西南地区东部等地因持续强降雨而引发了严重水灾[12]。
- 英國時任首相白高敦授權，由約翰·齊爾考特為首的委員會在六年後完成對伊拉克戰爭的調查並發表報告，內容批評由貝理雅領導的政府在未窮盡所有和平手段下發動軍事行動，以及計劃事後工作上不足[13]。

## 7月7日
- 美國達拉斯發生槍擊警察案，在一場抗議路易斯安那州和明尼蘇達州有警察射殺黑人的示威進行期間，5名在場警員被槍手狙擊射殺身亡，至少3人被捕。[14]
- 中華民國台北市松山火車站發生臺灣鐵路局新竹開往基隆1258次區間車爆炸案，造成25人輕重傷[15]。
- 颱風尼伯特橫掃臺灣，造成3人死亡。

## 7月8日
- 美韓雙方代表召開記者會，宣布將在南韓部署THAAD系統。中國外交部對此決定表示強烈不滿[16]。
- 2016年温布尔登网球锦标赛：美国选手塞蕾娜·威廉姆斯在女子单打决赛中以7-5、6-3力克德国人安赫利奎·克柏，第七次赢得温网冠军[17]。

## 7月9日
- 中国710“维权律师”大抓捕事件一周年之际，国际律师机构、法律专家与被捕的维权律师及人士的家属发表联合声明，要求中国当局维持法治，释放相关人士、撤除对家属的监控及保障家属的各项合法权利[18]。

## 7月10日
- 第24屆日本參議院議員通常選舉進行投票。[19]
- 支持南蘇丹總統萨尔瓦·基尔·马亚尔迪特的士兵與支持副總統里克·馬查爾的士兵自7月7日[20]以來的交火已造成超過200人喪生[21]。

## 7月11日
- 葡萄牙国家足球队凭借1-0的比分在2016年欧洲足球锦标赛决赛中击败法国国家足球队，首次捧起亨利·德劳内杯[22]。比赛前夕，有球迷试图涌入埃菲尔铁塔球迷广场闹事，被警察用催泪弹驱赶。赛后巴黎警方奉劝不要前往双方球迷发生斗殴事件的香榭丽舍大道，称该地区不安全[23]。

## 7月12日
- 位于荷兰海牙的常设仲裁法院对南海仲裁案作出裁决，指在九段线内，中国没有“历史权利”宣称主权[24]。

- 第五十屆夏季國際少年運動會於中華民國新北市開幕，共有83個城市參與[25]。

## 7月13日
- 特雷莎·梅接替戴维·卡梅伦出任英國首相。[26]
- 第68届黄金时段艾美奖提名名单揭晓，HBO剧集《权力的游戏》和《美国犯罪故事》分别凭借23项和22项提名领跑。[27]

## 7月14日
- 突尼斯裔法国人穆罕默德·拉胡瓦杰·布哈勒于法國國慶日在尼斯盎格鲁街发动恐怖襲擊，至少77人喪生。[28]

## 7月15日
- 土耳其發生軍事政變，但失敗告終。[29]

## 7月16日
- 巴基斯坦社交媒体名人坎德尔·巴洛奇因发布“大胆”自拍照片而被兄弟名誉处死。[30]

## 7月17日
- 美國路易斯安那州巴吞鲁日有3名警員被槍手射殺（英语：2016 shooting of Baton Rouge police officers），槍手加文·尤金·朗（Gavin Eugene Long）最终被警方擊斃。[31]

## 7月18日
- 1名17歲阿富汗難民在德國维尔茨堡附近的一列火車上大叫「真主至大」後，用斧頭和刀襲擊乘客，造成3人重傷，兇徒最後被警方擊斃。[32]恐怖組織伊斯兰国事後發放兇徒自稱是「伊斯蘭國戰士」的視頻。[33]

## 7月19日
- 一辆载有中国辽宁省游客的旅游巴士在前往台湾桃园国际机场的高速公路上起火燃烧并撞上护栏，造成车上26乘客全部死亡。[34]
- 唐納德·川普獲共和黨提名成為2016年美國總統選舉總統候選人。[35]
- 中国河北省邢台市發生暴雨造成的水災，至少25人喪生。东汪镇大贤村受災嚴重。上游水库被指在没有任何通知的情况下泄洪。[36]

## 7月20日
- 著名乌克兰记者帕维尔·舍列梅特在基辅遭遇汽车炸弹袭击丧生[37]。

## 7月21日
- 香港东区裁判法院裁判官裁定学民思潮领导人黄之锋、周永康参与非法集会罪名成立；罗冠聪煽惑他人参与非法集会罪名成立。[38]

## 7月22日
- 印度空軍一架載有29人的安-32運輸機在孟加拉灣上空失蹤。[39]
- 德國慕尼黑發生槍擊案，包括兇徒在內有10人喪生。[40]

## 7月23日
- 阿富汗首都喀布尔一個有數千名什葉派哈扎拉人參加的抗議遊行遭到自殺式炸彈襲擊，至少80人喪生，230人受傷。伊斯兰国承認是其所為。[41]

## 7月24日
- 一名21歲敘利亞難民在德國城市羅伊特林根持刀砍死一名女子，砍傷2人。[42]
- 一名27歲敘利亞尋求庇護者在德國城市安斯巴赫一個露天音樂會舉行場地附近引爆身上炸彈，當場被炸死，另有12人受傷。德國當局在死者手機發現他向伊斯兰国首領阿布·贝克尔·巴格达迪宣誓效忠的視頻。[43][44]

## 7月25日
- 前中共中央政治局委员、中央军委副主席郭伯雄因受贿罪一审被判处无期徒刑，剥夺上将军衔，郭伯雄本人当庭表示不上诉。[45]
- 美國佛羅里達州麥爾茲堡發生槍擊案，造成2人死亡，至少17人受傷。[46]
- Verizon將以48.3億美元現金收購Yahoo的核心網路事業。[47]

## 7月26日
- 日本神奈川县相模原市一养老院发生持刀行凶事件，造成至少19人死，45人伤，凶手向当地警方自首[48]。
- 以太陽能為動行的陽光動力二號抵達，完成環球飛行[49]。
- 希拉里·罗德姆·克林顿在民主黨全國代表大會上獲得該黨提名為2016年美國總統選舉總統候選人，成為美國第一位由大黨推舉的女性總統候選人[50]。

## 7月27日
- 庫爾德人控制的敘利亞東北部城市卡米什利發生汽車炸彈爆炸，至少44人喪生，伊斯兰国承認是其所為。[51]

## 7月28日
- 第73届威尼斯电影节片单公布。[52]

## 7月29日
- 美国联邦调查局表示竞选活动駭客事件是近期民主党近期网络袭击（英语：Democratic National Committee cyber attacks）的一部分[53]。

## 7月30日
- 美國德克萨斯州洛克哈特附近發生熱氣球起火墜毀事件，氣球上16人全部喪生。[54]

## 7月31日
- 2016年東京都知事選舉進行投票。[55]
- 据中国地震台网测定，广西壮族自治区梧州市苍梧县发生5.4地震，震源深度10千米。[56]
- 英国政府推迟中英合资建设的欣克利角C核电站项目，决定到秋季再作定夺[57]。